# 琴浦町立赤碕小学校
琴浦町立赤碕小学校（ことうらちょうりつ あかさきしょうがっこう）は、鳥取県東伯郡琴浦町にある公立小学校。

## 沿革
- 1873年2月27日 - 専称寺に赤碕学校が開校。
- 1880年7月24日 - 旧藩倉庫を改装して、現在の校門入口西側に移転し、赤碕小学校に改称。
- 1913年5月5日 - 現在地に移転。
- 1918年4月1日 - 船上高等小学校から分離し高等科併設。赤碕尋常高等小学校に改称。
- 1941年4月1日 - 赤碕国民学校に改称。
- 1947年4月1日 - 赤碕町立赤碕小学校に改称。高等科廃止。
- 2004年9月1日 - 琴浦町立赤碕小学校に改称。

## 主な卒業生
- 小林繁（野球選手）元巨人ほか